# Union générale des travailleurs algériens
L'Union générale des travailleurs algériens (UGTA) (en arabe : الاتحاد العام للعمال الجزائريين) est le premier syndicat à avoir vu le jour en Algérie. Considéré très proche du pouvoir algériens, il est le seul syndicat avec qui les autorités dialoguent régulièrement.
Début 2024, son secrétaire général revendique 2 millions d'adhérents.
Sur le plan international, l'UGTA est affiliée à la Confédération syndicale internationale.

## Histoire
L'UGTA est fondée le 24 février 1956 par Aïssat Idir, Mohamed Flissi (frère de Lâadi Flici, son nom a été modifié pendant la guerre d'Algérie), Benyoucef Benkhedda, Si Ali Abderrahmani, Benaissa Atallah, Abane Ramdane, Boualem Bourouiba, Hassen Bourouiba, Hannachi Mayouf (dit "Abdellah") et Tahar Gaïd, dans la mouvance du Front de libération nationale. Depuis l'indépendance, elle est l'unique syndicat considéré comme représentatif auprès des pouvoirs publics.
Abdelhak Benhamouda est assassiné par le Front islamique du salut (FIS)  en janvier 1997. Abdelmadjid Sidi-Saïd occupe le poste de 1997 à 2019. La présidence de Sidi-Saïd  n'a pas amené d'« avancées majeures pour les travailleurs » selon la journaliste Rania Hamdi. Proche du président Bouteflika, il sert le gouvernement en limitant l'influence de syndicats autonomes plus revendicatifs.  
Salim Labatcha est élu secrétaire général  le 21 juin 2019 pour une durée de cinq ans. 
En 2019, la direction de l'UGTA  apporte son soutien à la tenue de l'élection présidentielle du 12 décembre de la même année, une prise de position qui n'est pas partagée par l'ensemble des adhérents du syndicat.
Salim Labatcha démissionne pour « des motifs personnels » en mars 2023 et Hamou Touahria assure l'intérim. En juillet 2023, Amar Takdjout est plébiscité pour un mandat de cinq ans ; il invoque alors la « nécessité de permettre aux structures de l'organisation de retrouver leur légitimité ».

## Secrétaires généraux

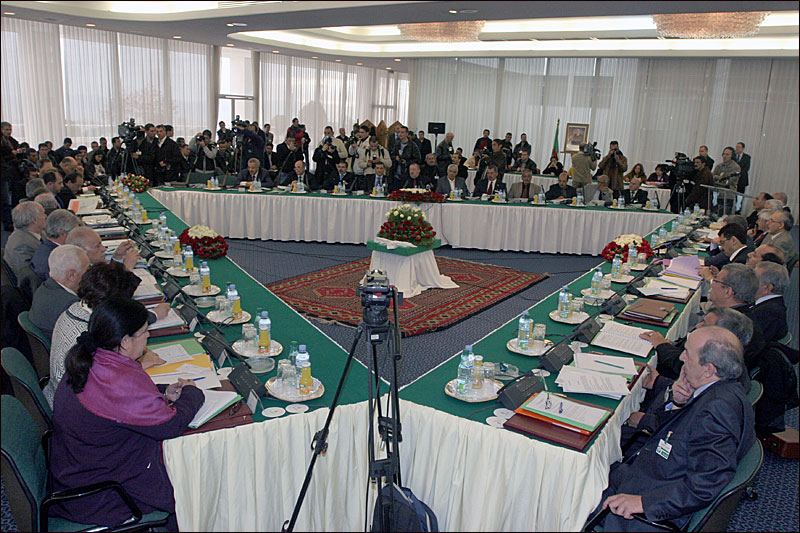
Assemblée de l'UGTA en 2011

- 1956 : Boualem Bourouiba, secrétaire à l’Union algérienne des syndicats de cheminots
- 1956 : Hassen Bourouiba
- 1956 : Mohamed Flissi[12].
- 1969-1978 : Abdelkader Bennikous
- 1978-1982 : Abdallah Demene Debbih
- 1982-1990 : Tayeb Benlakhdar
- 1990-1997 : Abdelhak Benhamouda
- 1997-2019 : Abdelmadjid Sidi-Saïd
- 2019-2023 : Salim Labatcha[7]
- Mars 2023- 23 juillet 2023 : Hamou Touahria (intérim)[10]
- 23 juillet 2023 : Amar Takdjout[11]